# Банчианг
Археологический памятник Банчианг (тайск. แหล่งโบราณคดีบ้านเชียง) располагается на северо-востоке Таиланда, в провинции Удонтхани, представляет собою остатки поселения бронзового века.
В августе 1966 года студент-антрополог Гарвардского колледжа Стивен Янг (англ. Stephen Young) проводил исследования для своей диссертации в поселении неподалёку от Банчианга. Однажды он споткнулся на тропе о корень хлопкового дерева и упал в грязь, где обнаружил осколки керамических изделий. Техника обжига, используемая для производства данной керамики, была достаточно примитивна, а форма керамических горшков показалась достаточно необычной. Янг передал найденные образцы в музеи Бангкока, затем они были переправлены в Университет Пенсильвании.
Первые раскопки были произведены в 1967 году, самые старые найденные захоронения не содержали бронзовых изделий и потому были отнесены к эпохе неолита. Образцы бронзовых изделий были направлены для термолюминесцентного датирования, которое определило возраст находок примерно с 4420 года до н. э. по 3400 год до н. э., позволило считать археологический памятник древнейшим поселением бронзового века. Однако в ходе раскопок 1974-75 годов был собран дополнительный материал, который позволил произвести радиоуглеродный анализ, уточнивший возраст бронзовых изделий. Они были датированы с 2100 года до н. э. до 200 года н. э. Дальнейшие исследования, проводимые в деревне Бан-Нон-Ват, подтвердили более позднюю датировку бронзовых объектов, однако в ряде источников Банчианг продолжают называть старейшим поселением бронзового века.
На месте раскопок создан музей, в котором представлены изделия из бронзы, глиняная посуда с яркой раскраской, найденные археологами скелеты. Часть экспонатов передана в Национальный музей в Бангкоке.
В 1992 году памятник был включён в список Всемирного наследия ЮНЕСКО.